# Hafslundbanen
| Hafslundbanen und Hafslund Karbidfabrik |                      |                                              |                                              |
| Streckenlänge: | 5,5 km               |                                              |                                              |
| Spurweite: | 1435 mm (Normalspur) |                                              |                                              |
| Stromsystem: | 600 =                |                                              |                                              |
| |                      |                                              |                                              |
| \| \| \| Ursprüngliche Strecke (1898 – 1973) \| \| \| \| \| Hafslund (Indre Østfoldbanen nach Rakkestad) \| \| \| \| \| \| \| \| \| \| \| \| \| \| \| Alte E6 \| \| \| \| \| Haugeveien \| \| \| \| \| Østfoldbanen nach Halden \| \| \| \| \| Depot \| \| \| \| \| Industriområde \| \| \| \| \| Riksvei 111 \| \| \| \| \| Neue Strecke (1973 – 2001) \| \| \| \| \| Hafslund smelteverk \| \| \| \| \| Riksvei 111 \| \| \| \| \| Aarum teglverk \| \| \| \| \| Sandesundbrua E6 \| \| \| \| \| \| \| \| \| \| Sundløkka havn (1898 – 1967) \| \| \| \| \| Gretnes teglverk \| \| |                      |                                              |                                              |
| Strecke von links (außer Betrieb) · Bahnübergang quer (Strecke außer Betrieb) |                      | Ursprüngliche Strecke (1898 – 1973)          | Ursprüngliche Strecke (1898 – 1973)          |
| Kreuzung geradeaus unten (Strecke geradeaus außer Betrieb) · Dienststation / Betriebs- oder Güterbahnhof quer · Abzweig quer und ehemals nach rechts · Abzweig quer, von links und von rechts · Strecke quer |                      | Hafslund (Indre Østfoldbanen nach Rakkestad) | Hafslund (Indre Østfoldbanen nach Rakkestad) |
| Strecke nach links (außer Betrieb) · Strecke von rechts (außer Betrieb) · Strecke |                      |                                              |                                              |
| Strecke (außer Betrieb) · Strecke |                      |                                              |                                              |
| Strecke mit Straßenbrücke (Strecke außer Betrieb) · Strecke von links (außer Betrieb) |                      | Alte E6                                      | Alte E6                                      |
| Strecke (außer Betrieb) · Bahnübergang (Strecke außer Betrieb) · Strecke |                      | Haugeveien                                   | Haugeveien                                   |
| Strecke (außer Betrieb) · Strecke (außer Betrieb) · Strecke |                      | Østfoldbanen nach Halden                     | Østfoldbanen nach Halden                     |
| Betriebs-/Güterbahnhof Streckenanfang und quer (Strecke außer Betrieb) · Abzweig geradeaus und von rechts (Strecke außer Betrieb) · Strecke (außer Betrieb) |                      | Depot                                        | Depot                                        |
| Betriebs-/Güterbahnhof Streckenanfang und quer (Strecke außer Betrieb) · Abzweig geradeaus und von rechts (Strecke außer Betrieb) · Strecke (außer Betrieb) |                      | Industriområde                               | Industriområde                               |
| Bahnübergang (Strecke außer Betrieb) · Strecke (außer Betrieb) |                      | Riksvei 111                                  | Riksvei 111                                  |
| Abzweig geradeaus und von links (Strecke außer Betrieb) · Strecke nach rechts (außer Betrieb) |                      | Neue Strecke (1973 – 2001)                   | Neue Strecke (1973 – 2001)                   |
| Dienststation / Betriebs- oder Güterbahnhof (Strecke außer Betrieb) |                      | Hafslund smelteverk                          | Hafslund smelteverk                          |
| Strecke mit Straßenbrücke (Strecke außer Betrieb) |                      | Riksvei 111                                  | Riksvei 111                                  |
| Abzweig geradeaus und nach links (Strecke außer Betrieb) · Betriebs-/Güterbahnhof Streckenende und quer (Strecke außer Betrieb) |                      | Aarum teglverk                               | Aarum teglverk                               |
| |                      | Sandesundbrua E6                             |                                              |
| |                      |                                              |                                              |
| Betriebs-/Güterbahnhof Streckenende (Strecke außer Betrieb) · Strecke (außer Betrieb) |                      | Sundløkka havn (1898 – 1967)                 | Sundløkka havn (1898 – 1967)                 |
| Betriebs-/Güterbahnhof Streckenende (Strecke außer Betrieb) |                      | Gretnes teglverk                             | Gretnes teglverk                             |

Hafslundbanen ist eine stillgelegte norwegische private Werksbahn. Sie verlief zwischen dem Stadtteil Hafslund von Sarpsborg und dem Hafen Sundløkka an der Glomma. Hafslundbanen war eine Nebenstrecke zur Indre Østfoldbane und wurde am 20. März 1898 eröffnet. Es war damals die erste elektrische normalspurige Bahnstrecke in Norwegen.

## Geschichte
Die Strecke wurde von Hafslund Smelteverk für den Transport im Werksgelände sowie zum Hafen von Sundløkka genutzt. Die Strecke wurde mit 600 V Gleichspannung elektrifiziert. Die zwei Kilometer lange Strecke vom Werk zum Hafen wurde 1967 geschlossen, nachdem sie durch Überschwemmungen zerstört worden war.
Der Rest der Strecke wurde 1973 im Zusammenhang mit dem Bau der Sandesundbrücke eingestellt.
Gleichzeitig wurde ein neuer, nicht elektrifizierter Abschnitt zwischen der westlichen Østfoldbane mit Abzweig südlich der Hafslund kirke und dem bis Anfang der 1980er Jahre in Betrieb befindlichen Hüttenwerk in Betrieb genommen.
Dieses Gleis wurde 2001 abgerissen. Die Lokomotive H 3 ist bei der Krøderbane erhalten geblieben.

## Fahrzeuge
| Nummer | Bauart     | Achsfolge | Hersteller                | Fabrik-Nr./ Baujahr | Bemerkungen                                                                                       |
| ------ | ---------- | --------- | ------------------------- | ------------------- | ------------------------------------------------------------------------------------------------- |
| H 1    | Elektrolok | Bo’Bo’    | Schuckert & Co., Nürnberg | / 1897              | 21 t, 128 PS, Fahrgastraum für Personal hinter dem Führerhaus, Ende der 1960er Jahre verschrottet |
| H 2    | Elektrolok | Bo’Bo’    | Schuckert & Co., Nürnberg | / 1897              | 21 t, 128 PS, 1967 nach rund 10 bis 15 Jahren Abstellzeit verschrottet                            |
| H 3    | Elektrolok | Bo’Bo’    | Siemens, München          | 348/ 1907           | mechanischer Teil von Borsig, 46 t, 600 PS, bei der Krøderbane erhalten geblieben                 |
| H 4    | Elektrolok | Bo’Bo’    | Siemens, München          | 911/ 1913           | mechanischer Teil von Borsig, 48 t, 600 PS, verschrottet im Januar 1981 in Teigen bei Hokksund    |

Hafslundbanen besaß 28 Güterwagen. Ab 1967 wurden NSB- und SJ-Wagen eingesetzt.